# Никулин, Александр Павлович
Алекса́ндр Па́влович Нику́лин (род. 14 февраля 1979, Куйбышев, СССР) — российский футболист, полузащитник.

## Карьера
Воспитанник самарской ДЮСШ-11 «Восход», первый тренер — Анатолий Широчкин. В дальнейшем находился в системе «Крыльев Советов». В 1997 году подписал контракт с «Нефтяником» из Похвистнево. В 1998 году стал самым юным новичком «Крыльев Советов» за предыдущие два года. В 2000 году перешёл в тольяттинскую «Ладу». В 2001 году пополнил ряды «Жемчужины». В 2003—2005 годах выступал за «Анжи». С 2006 года защищал цвета «Урала». В декабре 2007 года покинул клуб и перешёл в «Газовик». Весной 2009 года находился на просмотре в «Мордовии», однако, по результатам двух кипрских сборов тренерским штабом было принято решение не заключать контракт с футболистом из-за его слабой спортивной формы.

## Достижения
- Бронзовый призёр Первого дивизиона: 2006
- Серебряный призёр зоны «Урал-Поволжье» Второго дивизиона: 2008